# Madonna col Bambino tra i santi Rocco e Sebastiano

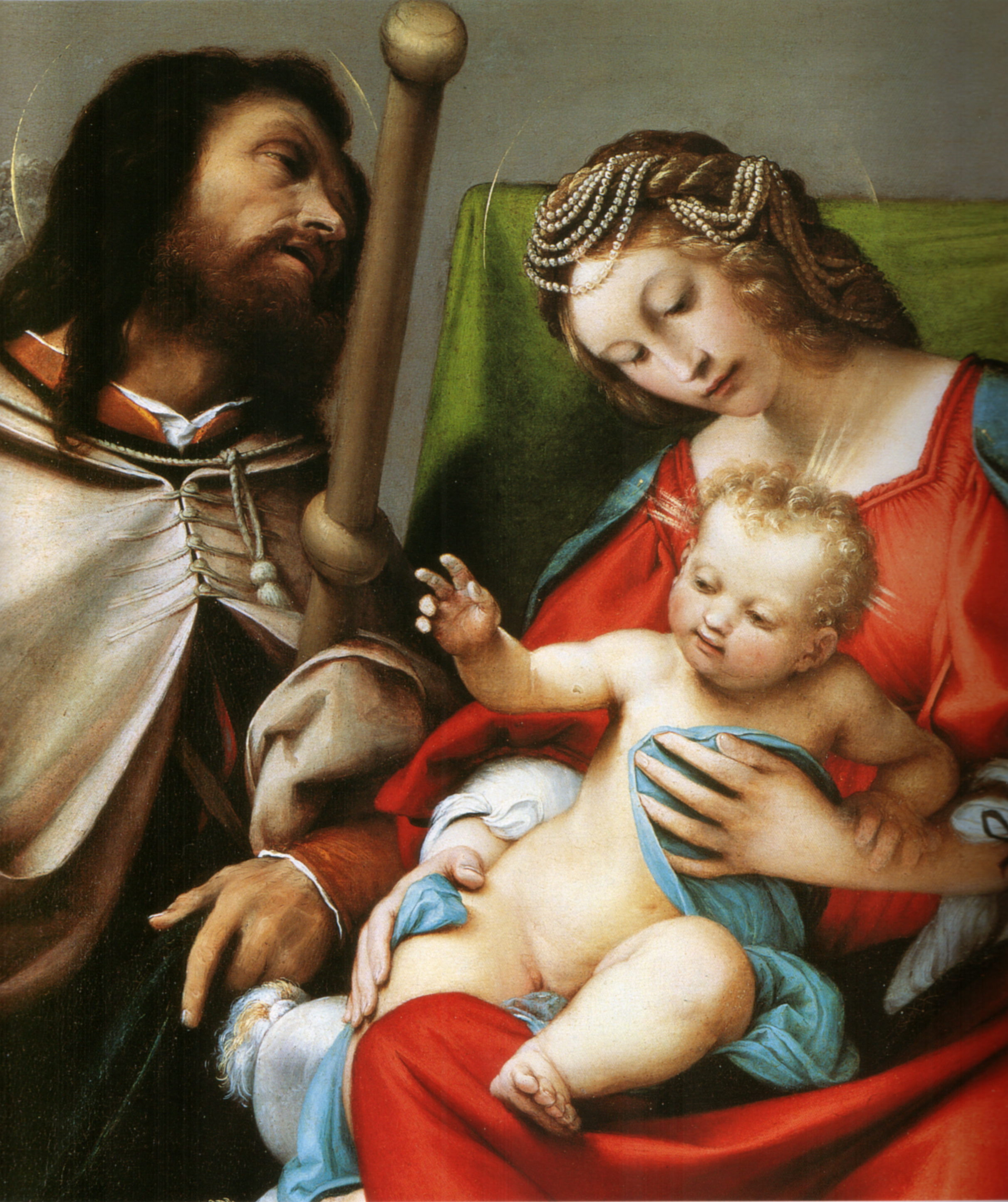
Dettaglio

La Madonna col Bambino tra i santi Rocco e Sebastiano è un dipinto a olio su tela (81,8x108,5 cm) di Lorenzo Lotto, databile al 1518 circa e conservato nella National Gallery of Canada di Ottawa.

## Storia
Il committente del dipinto fu Battista Cucchi, amico del Lotto e uno degli undici chirurghi attivi in Bergamo, che veniva soprannominato Battista degli Organi per la sua attività di organista a tempo perso nel Consorzio della Misericordia.
Il Cucchi, lasciò, con testamento del 1533, il dipinto alla monaca Lucrezia de Tirabuschis (Tiraboschi) del monastero di Santa Grata in via Arena, dove rimase per fidecommesso fino al 1798. 
Venne menzionato da Carlo Ridolfi nel Le Maraviglie dell'arte del 1648, da Donato Calvi nel testo Effemeride sagro profana di quanto di memorabile sia successo in Bergamo, e successivamente da Francesco Tassi. 
Il dipinto veniva conservato in sagrestia per essere esposto solo il 1º maggio di ogni anno, questo spiega che non sempre viene indicato dai critici del tempo, non potevano certo averlo visto.

Fu a causa della paura della eventuale soppressione del convento nel 1798,  con l'alienazione del dipinto, che le monache lo vendettero a poco prezzo all'abate Giovanni Ghidini, così che non venisse inventariato e demanializzato, diventandone poi il proprietario: 
(Archivio di Stato di Bergamo . cart. 1554. Relazione quadri del Dipartimento del Serio 1809)
Si consideri che il progetto di Napoleone non riguardava solo la chiusura dei molti conventi e monasteri sia maschili che femminili ma voleva anche appropriarsi dei diversi beni di proprietà di questi sia immobili che beni artistici. Ritenne, infatti, che molte opere, le più importanti potevano arricchire molti musei e diverse accademie, mentre quelli di valore inferiore dovevano essere alienati o consegnati a quelle chiese che, non essendo centrali, potessero godere di opere pittoriche. Malgrado l'intento non portò molti frutti economici, grazie a questo, fu però possibile avere un inizio di inventari delle opere che diventarono poi all'inizio del Novecento le Soprintendenze.
Il dipinto fu indicato da Girolamo Marenzi, personaggio che era in cerca di opere d'arte da acquistare per la galleria londinese, nel 1864 nei beni del pronipote del prelato Nicola Ghidini, il quale nel medesimo anno lo concesse alla Collezione Piccinelli di Seriate al prezzo di 2000 lire. La tela fu inviata in maniera riservata al direttore Giulio Cantamessa della Direzione generale delle Antichità e Belle Arti che aveva avuto indicazione da Bernard Berenson per un valore di 50.000 lire, purché venisse conservata. Il proprietario non accettò l'offerta, e malgrado l'importante interesse del Cantamessa, la commissione incaricata a valutare il dipinto ritenne che non fosse tanto grave che la tela potesse essere venduta all'estero in quanto di Lorenzo Lotto il territorio aveva già molti lavori.
Fu poi Ercole Piccinelli a vendere il dipinto al collezionista Alessandro Contini Bonacossi per lire 180.000 nel 1930. Il dipinto, donato nel 1969 alla galleria degli Uffizi, non fu però inserito dai critici Roberto Longhi e Giuseppe Fiocco  tra i 144 dipinti che dovevano sopperire alle mancanze dei musei fiorentini, per questo, rimane piena libertà per i Contini di immetterlo sul mercato, venendo acquistato dalla National Gallery of Canada di Ottawa nel 1976 dove ancora si trova, grazie all'amico dei Contini Stanley Moss, che non si lasciò certo sfuggire l'occasione.

### Battista Cucchi
Del medico chirurgo Battista Cucchi, che probabilmente abitava la piazzetta di Santa Maria Maggiore, è sopravvissuto il suo registro medico, dove annotava i suoi interventi chirurgici. Moltissimi furono le sue operazioni per ascessi, e polipi nasali; curò ulcere alle mammelle e agli organi genitali dei soldati francesi che frequentavano il bordello cittadino, nonché fratture di arti.  Tra i suoi pazienti figurano Leonino Brembati ferito alla fronte, la nuora di Zovanino Casotti caduta da cavallo, nonché Gabriele Tasso del quali risulta curasse numerose malattie, e il garzone del Capoferri che era impegnato alla lavorazione delle tarsie uno testicolo infiato cum dolore.

## Descrizione e stile
L'opera ha apparentemente un tipico schema devozionale, con i personaggi a mezza figura allineati su un campo lungo orizzontale, la Madonna col Bambino al centro e due santi ai lati, su un modello ampiamente usato a Venezia da Giovanni Bellini e altri. In questo caso però Maria è disallineata, sedendo su un trono di nuda pietra, coperto solo da un telo verde, dove deve appoggiare anche le gambe, sul modello delle Madonne dell'Umiltà, ed è affiancata dai santi Rocco e Sebastiano (protettori dalle pestilenze) che stanno invece in piedi, su un livello più basso, e con una rotazione del busto complementare di tre quarti (frontale e dorsale). Rocco mostra la sua ferita nella coscia, che è miracolosamente risanata dal gesto benedicente del Bambino, Sebastiano invece compie una torsione in avanti per vedere, con espressione stupita, il prodigio.
La costruzione della composizione ha un gusto squisitamente proto-manierista, con l'uso di linee diagonali e un sostanziale disinteresse verso la prospettiva (le proporzioni infatti non sempre quadrano, ma anzi sembrano variare per evidenziare i santi laterali).
La luce è morbida e avvolgente, la stesura dà effetto setosi, come nella capigliatura bionda di Sebastiano, oppure lanosi, come nel cappello di Rocco, legato dietro le spalle. Straordinario il concerto di colori squillanti, evidenziato dallo sfondo grigio, e che ha il suo culmine nel rosso intenso della veste di Maria.
Nei primi anni del XVII secolo Enea Salmeggia ne fece una copia di ottima qualità conservata a Costa di Mezzate nel castello dei Camozzi Vertova..